# 鹿野温泉
座標: 北緯35度27分52.7秒 東経134度3分7.2秒 / 北緯35.464639度 東経134.052000度
鹿野温泉（しかのおんせん）は、鳥取県鳥取市鹿野町今市（旧鹿野町）にある温泉。
鹿野温泉は浜村温泉と同じ谷筋の上流側にあるが、浴用の温泉としては比較的近年になって開かれた温泉である。

## 歴史
付近では古来より田地から湯が湧いており、怪我の治療などに用いられていた。付近には「湯」など温泉に由来すると思われる地名が残されている。
1953年（昭和28年）になって試掘が行われ、鳥取大学による調査の結果、翌年に本格的な掘削が行われて開湯した。開発された源泉は10あり、多くは単純泉で、1つだけ単純放射能泉だった。1955年（昭和31年）には条例を定めてこれら源泉をすべて鹿野町が集中管理することになり、1966年（昭和41年）8月1日に厚生省告示第351号によって国民保養温泉地の指定を受けた。
国民保養温泉地となった鹿野温泉は、歓楽施設の進出を阻みつつ、温泉病院、保養地や民間のペンション村が整備された。さらに民間企業の保養所も創立されて温泉を引いている。さらに温泉の背後の丘陵が造成され、250区画の越路ヶ丘団地として分譲された。この分譲地には全宅地に温泉の給湯配管が整備されている。
鳥取県が入湯税を基にして温泉の利用者数を算出した調査に拠れば、鹿野温泉は近年、毎年1万数千人の利用者が訪れている。
周辺では温泉熱を利用してフリージア、カキツバタやバラ栽培なども行われている。

## 泉質
- 単純泉[8]
  - 源泉温度は56 - 57℃[8]。9本の源泉井は全て鳥取市が管理している。

## 温泉街
- 鷲峰山の麓に温泉旅館が3軒（うち1軒は国民宿舎）が点在する。
- 日帰り入浴施設は1軒、源泉掛け流しの施設もある。
- 河内川の対岸には鹿野城跡と鹿野往来を中心に城下町鹿野の風景が残る。

## アクセス
- 路線バス
  - 日ノ丸バスが「鹿野線」（路線番号：41・41H・41Z）運行。
  - 鳥取駅より約1時間20分、浜村駅より約15分。

- コミュニティバス
  - 鳥取市が鳥取市気高循環バスを運行。
  - 浜村駅より約15～20分。

- 自家用車
  - 鳥取県道32号郡家鹿野気高線浜村交点（国道9号交点）より約15分。